# Dengordonia
Dengordonia is een monotypisch mosdiertjesgeslacht uit de  familie van de Smittinidae en de orde Cheilostomatida

## Soorten
- Dengordonia uniporosa Soule, Soule & Chaney, 1995